# Schlossrued
Schlossrued is een gemeente en plaats in het Zwitserse kanton Aargau en maakt deel uit van het district Kulm.
Schlossrued telt 799 inwoners.